# Amelia Faraone
Amelia Faraone (Napoli, 29 dicembre 1871 – Napoli, 19 dicembre 1929) è stata una cantante italiana.
Nacque nel quartiere di San Ferdinando dal cav. Francesco Faraone e da Adele D’Amico.
Fu una delle cantanti più importanti della Belle Époque assieme a Lina Cavalieri e Anna Fougez. Al Salone Margherita di Napoli cantò insieme a Nicola Maldacea I'vurria, brano di Raffaele Ferrarro-Correra musicato da Giuseppe De Gregorio. Il sodalizio con Maldacea sarebbe stato rafforzato dal matrimonio di quest'ultimo con Ersilia Faraone, sorella di Amelia. Nel 1901 cantarono insieme Jett'o bbeleno.